# 三野重和
三野 重和（みの しげかず、1923年10月20日 - 2003年12月19日）は、日本の実業家。元クボタ社長。

## 来歴・人物
香川県三豊郡萩原村（現 観音寺市大野原町）出身。旧制香川県立三豊中学校、神戸経済大学経済学科（現 神戸大学経済学部）卒業。
三豊中学への入学早々、身体が大きいことに目をつけられて柔道部に引っ張られる。柔道師範の石井鷹三郎の指導を受けたことが、柔道との出会いとなった。萩原村から自転車で40分かかる道程を通学し、毎日の練習や寒稽古に励んだ。神戸経済大学に進学後も柔道部に所属、柔道4段を修得する。
1948年（昭和23年）神戸経済大学卒業後、久保田鉄工所に入社。財務部に配属される。入社間もない頃、創業者久保田権四郎から諭された「現場を知りなさい」の言葉を終生肝に銘じ、モノづくり企業にあって、その理念を守り続けた。数字に大変明るく、財務諸資料については眼光紙背に徹する趣きがあり、数字の裏にある問題を厳しく読み取った。これは若い時に、第3代社長の小田原大造から「知ることと分かることは違うのだ」と直接叱責されて以来、「分かること」に不断の努力を行った。
1982年（昭和57年）同社社長に就任。1985年 (昭和60年) 日本ダクタイル鉄管協会会長に就任。1990年（平成2年）創業百周年を迎え、社名を株式会社クボタに変更。同時に創業二世紀ビジョンを打ち出し、「その時代の社会が必要とする製品・技術を誠実にそして懸命に提供し続けていくことこそ当社の使命である」ことを強調する。
1993年（平成5年）10月から1999年（平成11年）5月まで、社団法人大阪工業会の会長を務めた。在任中「関西モノづくり連合会」を創設し、関西の製造業復権に力を注いだ。

## 略歴
- 1948年 - 神戸経済大学経済学科卒業
- 1948年 - 久保田鉄工所入社
- 1953年 - 久保田鉄工に社名変更
- 1970年 - 久保田鉄工取締役
- 1972年 - 久保田鉄工常務取締役
- 1975年 - 久保田鉄工専務取締役
- 1979年 - 久保田鉄工代表取締役副社長
- 1982年 - 久保田鉄工代表取締役社長
- 1990年 - クボタに社名変更
- 1993年 - クボタ代表取締役会長
- 1999年 - クボタ相談役

## 座右の銘
学びて思わざれば則ち罔し、思ひて学ばざれば則ち殆し
外からいくら学んでも自分で考えなければ、物事は本当にはわからない。自分でいくら考えていても外から学ばなければ、独断的になって誤る危険がある。学問でも「学習」と「自分で考える」の両方が大切なのです。

## 名言
大切なのは成功体験です。
若い社員たちの可能性を引き出すには、能力よりも一段高い仕事に挑戦させ、苦労してやり遂げたという成功体験を持たせる以上のことはありません。

## 栄典
- 1986年 - 藍綬褒章
- 1998年 - 勲二等旭日重光章